# Paul Thomas (actor porno)
Paul Thomas (Winnetka, Illinois, 17 de abril de 1947-10 de junio de 2025) fue un actor y director de cine porno estadounidense. Es miembro del Salón de la Fama de AVN y de XRCO.

## Filmografía parcial

### Como actor
- Jesucristo Superstar (1973) como Pedro (Philip Toubus).[2]

Películas para Adultos
- The Autobiography of a Flea (1976)
- Candy Stripers (1978)
- Pretty Peaches (1978)
- The Ecstacy Girls (1979)
- Virginia (1983)
- Taboo American Style (1985)
- Fade to Black (2002)

### Como director
- Justine (1984)
- Beauty & the Beast 2 (1990)
- Twisted (1991)
- Bad Wives (1997)
- Bobby Sox (1997)
- Fade to Black (2002)
- Heart of Darkness (2004)
- The Masseuse (2005)
- The New Devil in Miss Jones (2006)

## Premios
- 1983 AFAA Premio al Mejor Actor - Virginia<ref
- 1991 AVN Premio al Mejor Director - Video - Beauty & the Beast 2
- 1993 XRCO Premio al Mejor Director
- 1994 AVN Premio al Mejor Director - Película - Justine
- 1997 AVN Premio al Mejor Director - Película - Bobby Sox
- 1999 XRCO Premio al Mejor Director
- 2002 AVN Premio al Mejor Director - Película - Fade to Black
- 2004 AVN Premio al Mejor Director - Película - Heart of Darkness
- 2005 AVN Premio al Mejor Director - Película - The Masseuse
- 2006 AVN Premio al Mejor Director - Película - The New Devil in Miss Jones